# Baramchi
Baramchi est une ville du Népal située dans le district de Sindhulpalchok. La ville comptait 3 248 habitants en 2011.